# Miloš Šolc
Miloš Šolc (29. září 1911 Brno – 15. ledna 2007 Praha) byl český baptistický kazatel a tenista.

## Biografie
Miloš Šolc se narodil v rodině krejčího. Roku 1926 se stal trenérem Gabriely von Ratiborové v Rakousku. V roce 1929 prožil pod vlivem své matky duchovní obrácení. Roku 1941 se oženil s Bohumilou Bertlovou. Téhož roku se stal laickým kazatelem Bratrské jednoty baptistů v Praze. Po druhé světové válce působil jako trenér jugoslávského daviscupového družstva.
V letech 1950–1954 vystudoval teologii. V roce 1957 se stal kazatelem sboru BJB v Praze na Vinohradech. Roku 1963 musel na nátlak státních orgánů sbor opustit. Od roku 1964 působil v lovosickém baptistickém sboru. Roku 1969 byl zvolen kazatelem sboru BJB v Liberci. V roce 1971 odešel do důchodu. V letech 1979–1980 působil krátce jako kazatel v kanadském Torontu.
S manželkou Bohumilou měli děti Miloše, Josefa, Bohumilu a Renátu.